# Seznam ministrů školství, výzkumu, vývoje a mládeže Slovenské republiky
Toto je seznam ministrů školství, výzkumu, vývoje a mládeže Slovenské republiky, který obsahuje chronologický přehled všech členů vlády Slovenské republiky (včetně autonomních slovenských vlád za druhé republiky, vlád Slovenského státu, Sborů pověřenců i slovenských vlád v rámci československé federace) působících v tomto úřadu.

## Ministři školství v autonomních vládách Slovenska v letech 1938–1939
| # | Jméno        | Fotografie | Strana    | Vláda                                                      | Funkční období                   | Poznámky |
| - | ------------ | ---------- | --------- | ---------------------------------------------------------- | -------------------------------- | --- |
| 1 | Matúš Černák |            | HSĽS-SSNJ | 1. a 2. vláda J. Tisa                                      | 7. října 1938 – 20. ledna 1939   | Ministr školství. |
| 2 | Jozef Sivák  |            | HSĽS-SSNJ | 3. vláda J. Tisa, vláda Jozefa Siváka, vláda Karola Sidora | 20. ledna 1939 – 14. března 1939 | V 3. vládě J. Tisa ministr školství a národní osvěty, ve vládě J. Siváka předseda vlády a ministr všech resortů (až na finance), ve vládě K. Sidora ministr školství a národní osvěty. |

## Ministři školství ve vládách samostatného Slovenska v letech 1939–1945
| # | Jméno        | Fotografie | Strana    | Vláda                           | Funkční období                 | Poznámky                           |
| - | ------------ | ---------- | --------- | ------------------------------- | ------------------------------ | ---------------------------------- |
| 1 | Jozef Sivák  |            | HSĽS-SSNJ | 4. vláda J. Tisa, vláda V. Tuky | 14. března 1939 – 5. září 1944 | Ministr školství a národní osvěty. |
| 2 | Aladár Kočiš |            | HSĽS-SSNJ | vláda Štefana Tisa              | 5. září 1944 – 4. dubna 1945   | Ministr školství a národní osvěty. |

## Pověřenci školství ve slovenských Sborech pověřenců (SP) v letech 1944–1960
| #  | Jméno                                 | Fotografie | Strana    | Sbor pověřenců | Funkční období                       | Poznámky                                                                        |
| -- | ------------------------------------- | ---------- | --------- | --- | ------------------------------------ | ------------------------------------------------------------------------------- |
| 1  | Alexander Bahurinský a Jozef Lettrich |            |           | SP 1. 9. - 5. 9. 44 | 1. září 1944 – 5. září 1944          | Pověřenci pro školství a národní osvětu.                                        |
| 2  | Jozef Lettrich                        |            | DS        | SP 5. 9. - 23. 10. 44 | 5. září 1944 – 7. října 1944         | Pověřenec pro školství a národní osvětu (Ondrej Pavlík zástupcem pověřence).    |
| 3  | Ladislav Šimkovič                     |            |           | SP 5. 9. - 23. 10. 44 | 7. října 1944 – 23. října 1944       | Pověřenec pro školství a národní osvětu (Ondrej Pavlík zástupcem pověřence).    |
| 4  | Vavro Šrobár                          |            |           | SP 7. 2. - 21. 2. 45 | 7. února 1945 – 21. února 1945       | Pověřenec pro školství a osvětu.                                                |
| 5  | Ondrej Pavlík                         |            | KSS       | SP 21. 2. - 11. 4. 45 | 21. února 1945 – 11. dubna 1945      | Pověřenec pro školství a osvětu.                                                |
| 6  | Ladislav Novomeský                    |            | KSS (KSČ) | SP 11. 4. - 18. 9. 45 SP 18. 9. 45 - 16. 8. 46 SP 16. 8. 46 - 18. 11. 47 SP 18. 11. 47 - 23. 2. 48 SP 6. 3. - 18. 6. 48 SP 18. 6. 48 - 17. 12. 54 | 11. dubna 1945 – 5. května 1950      | Pověřenec pro školství a osvětu, od 16. srpna 1946 pověřenec školství a osvěty. |
| 7  | Ernest Sýkora                         |            | KSS (KSČ) | SP 18. 6. 48 - 17. 12. 54 | 5. května 1950 – 5. března 1953      | Pověřenec školství a osvěty.                                                    |
| 8  | Ondrej Klokoč                         |            | KSS (KSČ) | SP 18. 6. 48 - 17. 12. 54 | 5. března 1953 – 24. září 1953       | Pověřenec školství a osvěty, od 11. září 1953 pověřenec školství.               |
| 9  | Ernest Sýkora                         |            | KSS (KSČ) | SP 18. 6. 48 - 17. 12. 54 SP 17. 12. 54 - 2. 8. 56 SP 2. 8. 56 - 11. 7. 60                                                                        | 24. září 1953 – 8. prosince 1958     | Pověřenec školství, od července 1956 pověřenec školství a kultury.              |
| 10 | Vasil Biľak                           |            | KSS (KSČ) | SP 2. 8. 56 - 11. 7. 60 | 8. prosince 1958 – 11. července 1960 | Pověřenec školství a kultury.                                                   |

## Pověřenci školství a předsedové příslušných komisíSNRv letech 1960–1968
| # | Jméno       | Fotografie | Strana    | SNR                         | Funkční období                    | Poznámky                                                                                |
| - | ----------- | ---------- | --------- | --------------------------- | --------------------------------- | --------------------------------------------------------------------------------------- |
| 1 | Vasil Biľak |            | KSS (KSČ) | SNR 1960–1964               | 14. července 1960 – 7. února 1963 | Pověřenec a předseda komise SNR pro školství a kulturu.                                 |
| 2 | Matej Lúčan |            | KSS (KSČ) | SNR 1960–1964 SNR 1964–1968 | 7. února 1963 – 29. prosince 1968 | Pověřenec a předseda komise SNR pro školství a kulturu, od 17. února 1967 pro školství. |

## Ministři školství ve vládách Slovenska v rámci československé federace
| # | Jméno           | Fotografie | Strana    | Vláda                                                 | Funkční období                       | Poznámky |
| - | --------------- | ---------- | --------- | ----------------------------------------------------- | ------------------------------------ | --- |
| 1 | Matej Lúčan     |            | KSS (KSČ) | vláda Š. Sádovského a P. Colotky                      | 2. ledna 1969 – 9. července 1970     | Ministr školství. |
| 2 | Štefan Chochol  |            | KSS (KSČ) | vláda Š. Sádovského a P. Colotky, 2. vláda P. Colotky | 9. července 1970 – 16. července 1976 | Ministr školství. |
| 3 | Juraj Buša      |            | KSS (KSČ) | 2., 3. a 4. vláda P. Colotky                          | 16. července 1976 – 18. června 1986  | Ministr školství. |
| 4 | Ľudovít Kilár   |            | KSS (KSČ) | vláda P. Colotky, I. Knotka a P. Hrivnáka             | 18. června 1986 – 8. prosince 1989   | Ministr školství, od 21. dubna 1988 ministr školství, mládeže a tělovýchovy.                                                |
| 5 | Ladislav Kováč  |            | VPN       | vláda M. Čiče, 1. vláda V. Mečiara                    | 12. prosince 1989 – 6. září 1990     | Ve vládě M. Čiče ministr školství, mládeže a tělesné výchovy, ve vládě V. Mečiara ministr školství, vědy, mládeže a sportu. |
| 6 | Ján Pišút       |            |           | 1. vláda V. Mečiara, vláda J. Čarnogurského           | 6. září 1990 – 24. června 1992       | Ministř školství, vědy, mládeže a sportu.                                                                                   |
| 7 | Dušan Slobodník |            | HZDS      | 2. vláda V. Mečiara                                   | 24. června 1992 – 26. září 1992      | Ministr školství ad interim.                                                                                                |
| 8 | Matúš Kučera    |            | HZDS      | 2. vláda V. Mečiara                                   | 26. září 1992 – 31. prosince 1992    | Ministr školství. Po zániku federace pokračoval ve vládě dál, nyní již jako ministr vlády samostatného Slovenska.           |

## Ministři školství samostatného Slovenska
| #  | Jméno              | Fotografie | Strana  | Vláda                                 | Funkční období                        | Poznámky                                     |
| -- | ------------------ | ---------- | ------- | ------------------------------------- | ------------------------------------- | -------------------------------------------- |
| 1  | Matúš Kučera       |            | HZDS    | 2. vláda V. Mečiara                   | 1. ledna 1993 – 22. června 1993       | Ministr školství.                            |
| 2  | Roman Kováč        |            | HZDS    | 2. vláda V. Mečiara                   | 22. června 1993 – 10. listopadu 1993  | Ministr školství ad interim.                 |
| 3  | Jaroslav Paška     |            | SNS     | 2. vláda V. Mečiara                   | 10. listopadu 1993 – 15. března 1994  | Ministr školství.                            |
| 4  | Ľubomír Harach     |            | SDĽ     | vláda J. Moravčíka                    | 15. března 1994 – 13. prosince 1994   | Ministr školství a vědy.                     |
| 5  | Eva Slavkovská     |            | SNS     | 3. vláda V. Mečiara                   | 13. prosince 1994 – 14. ledna 1998    | Ministryně školství.                         |
| 6  | Milan Ftáčnik      |            | SDĽ     | 1. vláda M. Dzurindy                  | 30. října 1998 – 18. dubna 2002       | Ministr školství.                            |
| 7  | Peter Ponický      |            | SDĽ     | 1. vláda M. Dzurindy                  | 18. dubna 2002 – 15. října 2002       | Ministr školství.                            |
| 8  | Martin Fronc       |            | KDH     | 2. vláda M. Dzurindy                  | 16. října 2002 – 8. února 2006        | Ministr školství.                            |
| 9  | László Szigeti     |            | SMK     | 2. vláda M. Dzurindy                  | 8. února 2006 – 4. července 2006      | Ministr školství.                            |
| 10 | Ján Mikolaj        |            | SNS     | 1. vláda R. Fica                      | 4. července 2006 – 8. července 2010   | Místopředseda vlády a ministr školství.      |
| 11 | Eugen Jurzyca      |            | SDKÚ-DS | vláda I. Radičové                     | 8. července 2010 – 4. dubna 2012      | Ministr školství, vědy, výzkumu a sportu.    |
| 12 | Dušan Čaplovič     |            | SMER-SD | 2. vláda R. Fica                      | 4. dubna 2012 – 3. července 2014      | Ministr školství, vědy, výzkumu a sportu.    |
| 13 | Peter Pellegrini   |            | SMER-SD | 2. vláda R. Fica                      | 3. července 2014 – 25. listopadu 2014 | Ministr školství, vědy, výzkumu a sportu.    |
| 14 | Juraj Draxler      |            | SMER-SD | 2. vláda R. Fica                      | 25. listopadu 2014 – 23. března 2016  | Ministr školství, vědy, výzkumu a sportu.    |
| 15 | Peter Plavčan      |            | SNS     | 3. vláda R. Fica                      | 23. března 2016 – 31. srpna 2017      | Ministr školství, vědy, výzkumu a sportu.    |
| 16 | Gabriela Matečná   |            | SNS     | 3. vláda R. Fica                      | 1. září 2017 – 12. září 2017          | pověřena řízením                             |
| 17 | Martina Lubyová    |            | SNS     | 3. vláda R. Fica vláda P. Pellegrniho | 13. září 2017 – 20. března 2020       | Ministryně školství, vědy, výzkumu a sportu. |
| 18 | Branislav Gröhling |            | SaS     | vláda I. Matoviče vláda E. Hegera     | 21. března 2020 – 5. září 2022        | Ministr školství, vědy, výzkumu a sportu.    |
| –  | Eduard Heger       |            | OĽaNO   | vláda E. Hegera                       | 13. září 2022 – 4. října 2022         | pověřen řízením                              |
| 19 | Ján Horecký        |            | nestr.  | vláda E. Hegera                       | od 4. října 2022 – 15. května 2023    | Ministr školství, vědy, výzkumu a sportu.    |
| 20 | Daniel Bútora      |            | nestr.  | vláda Ľ. Ódora                        | 15. května 2023 – 25. října 2023      | Ministr školství, vědy, výzkumu a sportu.    |
| 21 | Tomáš Drucker      |            | HLAS-SD | 4. vláda R. Fica                      | od 25. října 2023                     | Ministr školství, výzkumu, vývoje a mládeže. |